# Evan Gershkovich
Evan Gershkovich, född 26 oktober 1991 i New York, är en amerikansk journalist och reporter på Wall Street Journal som sedan 2017 rapporterar från och om Ryssland.
Gershkovich greps i slutet av mars 2023 i Jekaterinburg av ryska säkerhetstjänsten FSB misstänkt för spioneri. Han är den första amerikanska journalisten som gripits i Ryssland för detta sedan kalla kriget.
Efter gripandet häktades han av en domstol i Moskva fram till 29 maj 2023. Maria Zacharova vid Rysslands utrikesdepartement sade att han greps "på bar gärning". Han hävdades ha försökt komma över hemligstämplad information om rysk militär. Även Kremls presstalesman Dmitrij Peskov hävdade att han "upptäcktes på bar gärning" när han samlade in säkerhetsklassad information om en militär anläggning. Wall Street Journal tillbakavisade anklagelserna, och Vita Huset kallade anklagelserna "löjeväckande". Natos generalsekreterare Jens Stoltenberg krävde ett frisläppande av Gershkovich. Efter förhandlingar med Ryssland blev han frisläppt vid en fångutväxling den 1 augusti 2024.
Efter att han greps utsågs han av Time till en av 2023 års hundra mest inflytelserika personer.